# Liste der Bodendenkmäler in Langensendelbach
Auf dieser Seite sind die Bodendenkmäler in der oberfränkischen Gemeinde Langensendelbach zusammengestellt. Diese Tabelle ist eine Teilliste der Liste der Bodendenkmäler in Bayern. Grundlage ist die Bayerische Denkmalliste, die auf Basis des Bayerischen Denkmalschutzgesetzes vom 1. Oktober 1973 erstmals erstellt wurde und seither durch das Bayerische Landesamt für Denkmalpflege geführt wird. Die folgenden Angaben ersetzen nicht die rechtsverbindliche Auskunft der Denkmalschutzbehörde.

## Bodendenkmäler in Langensendelbach
| Lage       | Objekt | Akten-Nr.     | Bild |
| ---------- | --- | ------------- | ---- |
| (Standort) | Freilandstation des Mesolithikums sowie Siedlung des Jung- bis Endneolithikums und der Bronzezeit                                                                      | D-4-6332-0028 |      |
| (Standort) | Siedlung vorgeschichtlicher Zeitstellung, darunter Siedlung der Glockenbecherkultur                                                                                    | D-4-6332-0064 |      |
| (Standort) | Untertägige Bauteile der spätmittelalterlichen und frühneuzeitlichen Katholischen Pfarrkirche St. Peter und Paul von Langensendelbach mit Befunden von Vorgängerbauten | D-4-6332-0203 |      |
| (Standort) | Untertägige Bauteile der frühneuzeitlichen Marienkapelle von Langensendelbach                                                                                          | D-4-6332-0204 |      |
| (Standort) | Siedlung vorgeschichtlicher Zeitstellung | D-4-6332-0207 |      |